# Châssis à scies

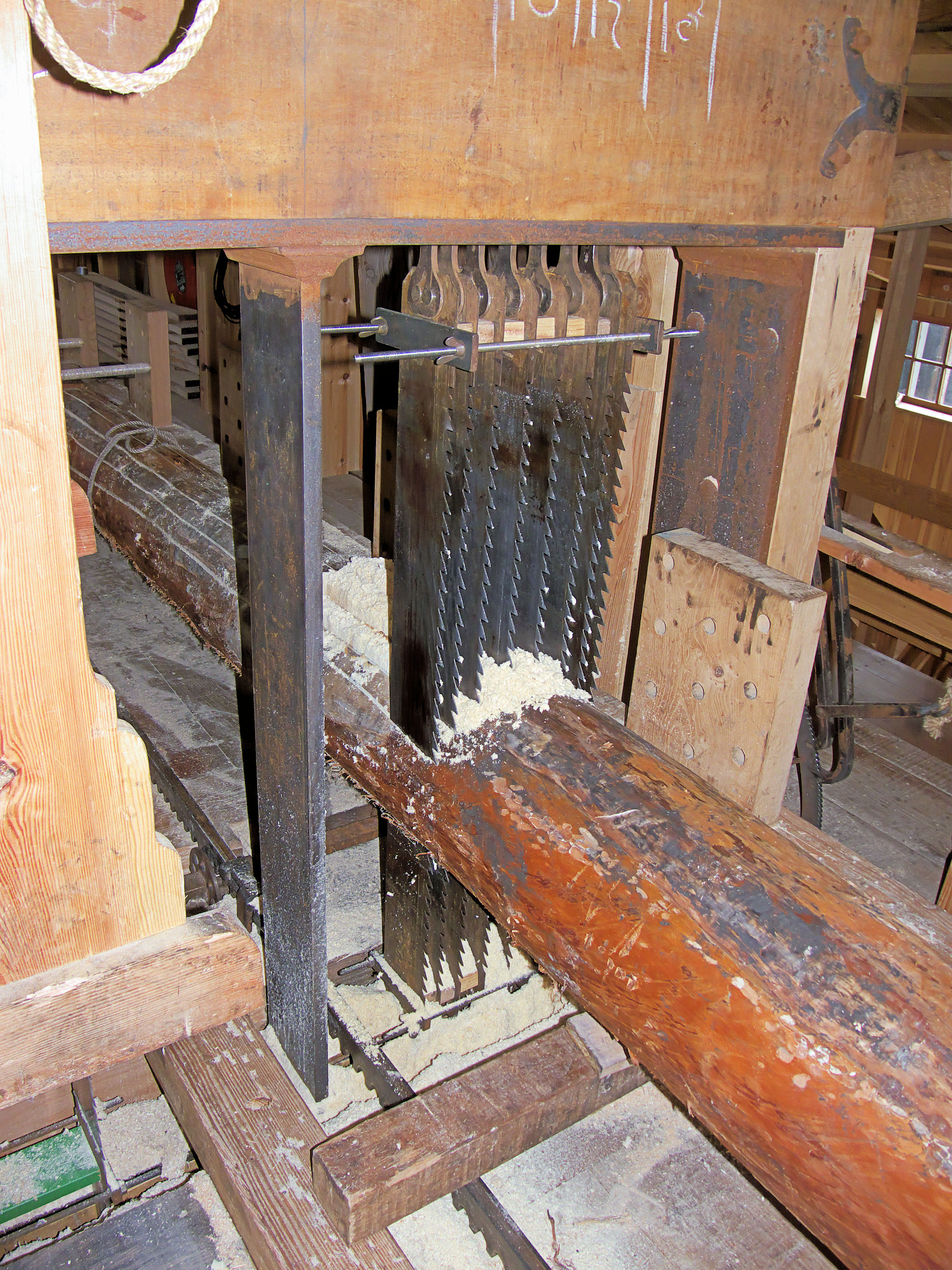
Châssis à scies, zaagmolen

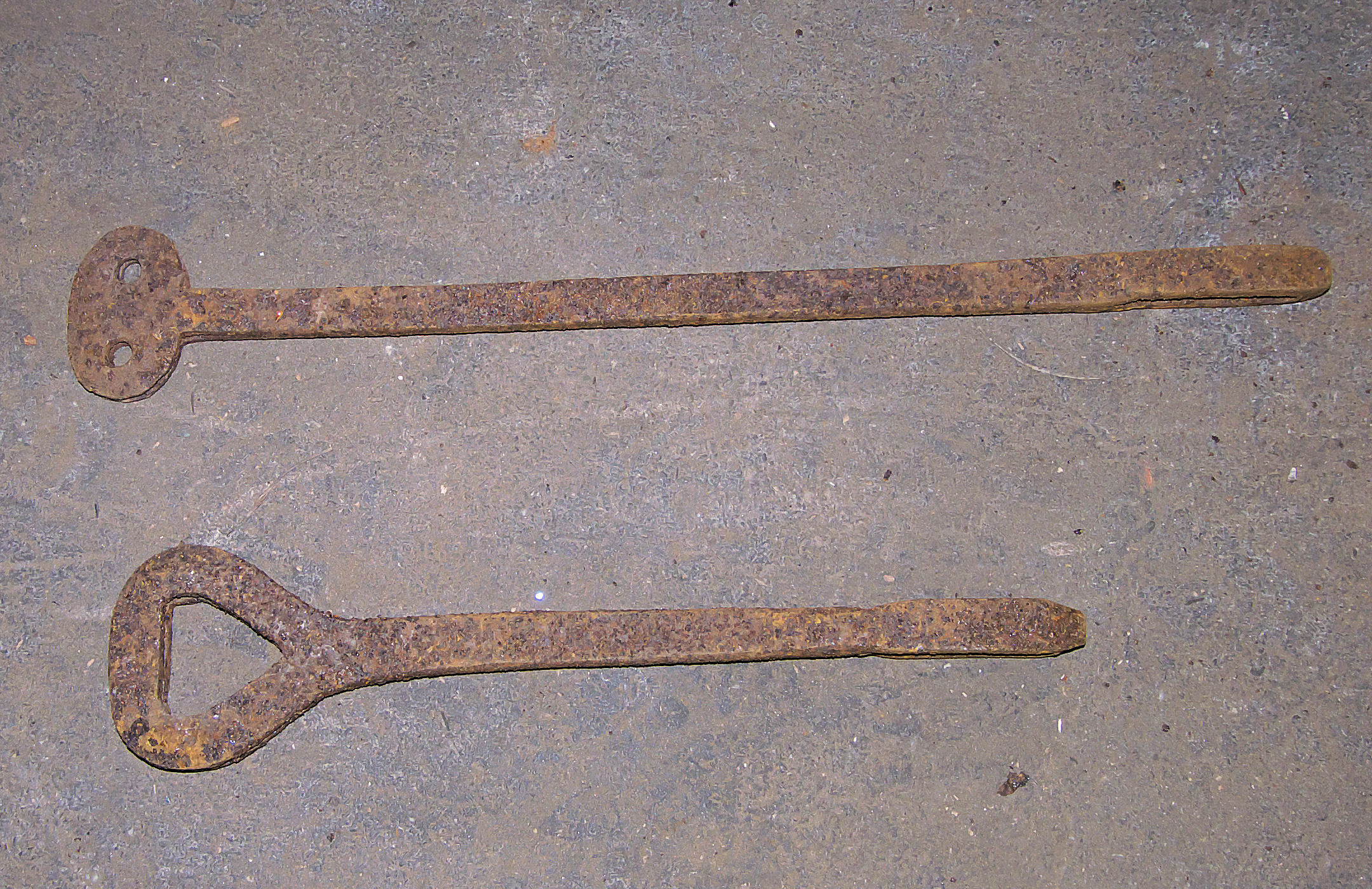
(bovenhengsels)

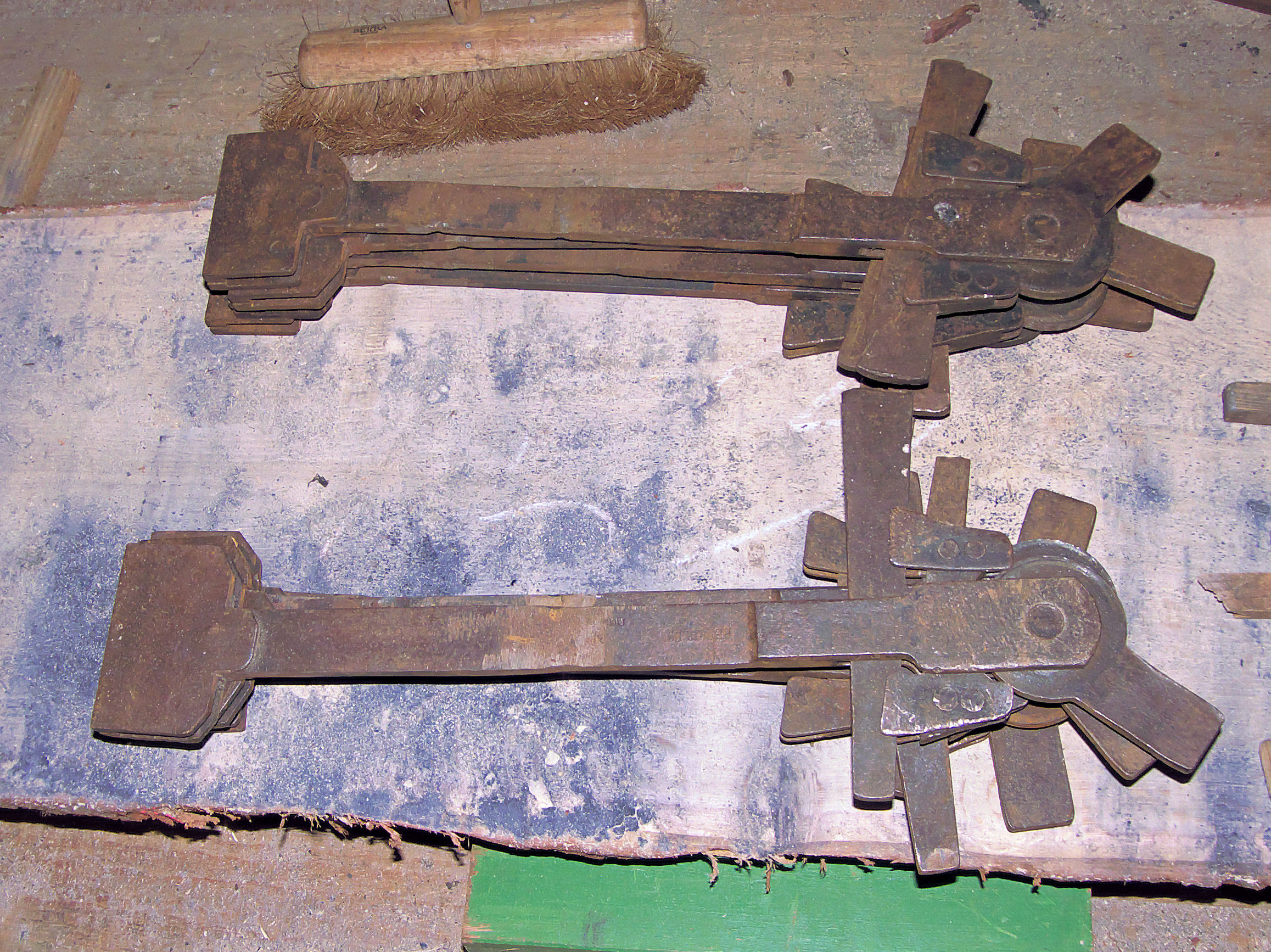
(Kluchten of onderhengsels)

Le châssis à scies ou châssis porte-scie (en néerlandais zaagraam) est la partie mobile qui supporte les scies dans les scieries anciennes telles les scieries hydrauliques et les scieries à vent C'est le premier système mis en œuvre dans les scieries anciennes, directement inspiré du travail des scieurs de long et des scies à cadre.
Le châssis à scie est déplacé de haut en bas par une bielle articulée sur un vilebrequin. Le sciage est effectué pendant le mouvement vers le bas, le cadre de la scie s'inclinant légèrement vers l'avant pendant le sciage. Pendant le mouvement vers le haut, la grume ou le bois à scier est entraîné vers l'avant à l'aide d'une sorte de roue à rochet. 

## Galerie

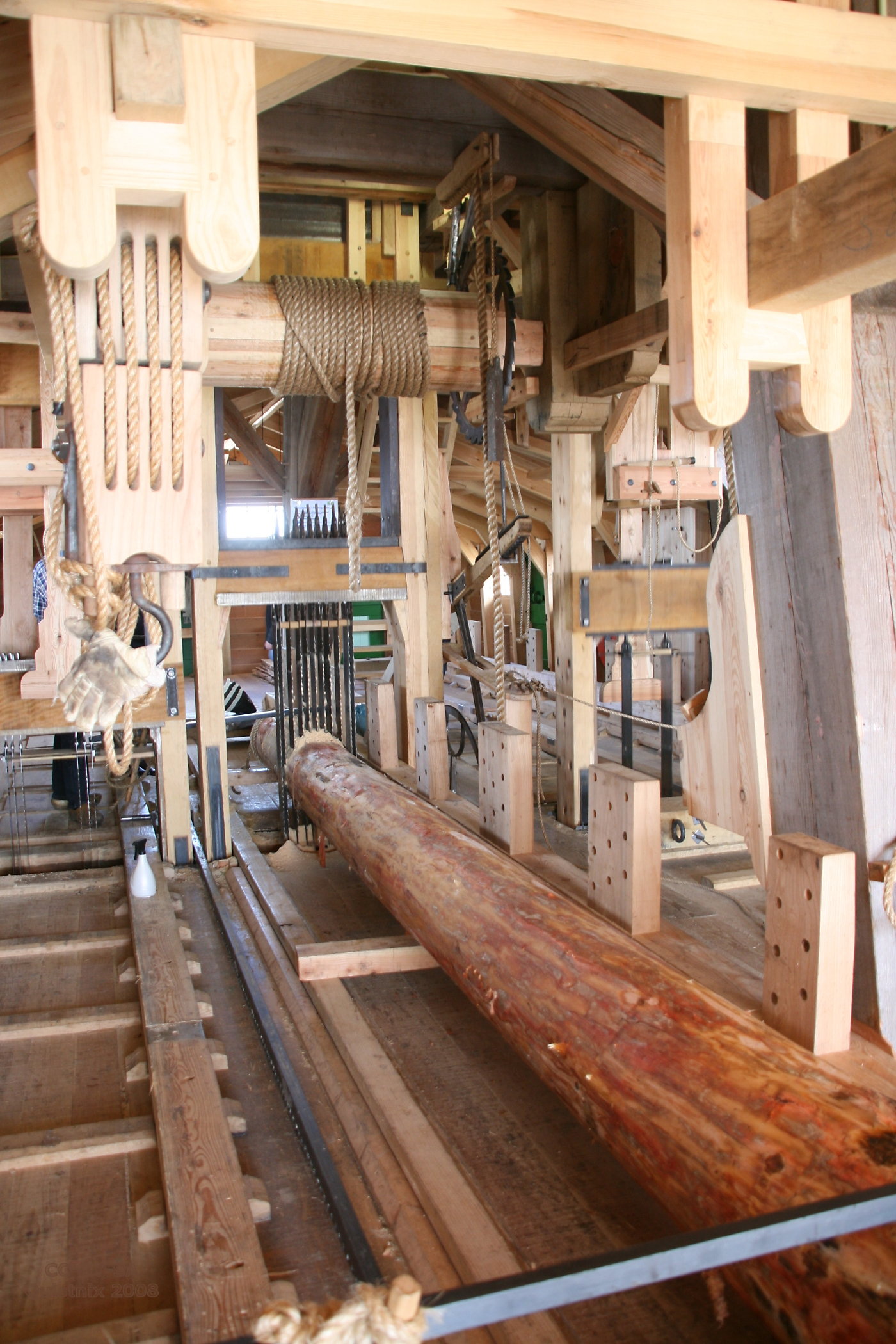
Châssis à scie. Zaagmolen Het Jonge Schaap
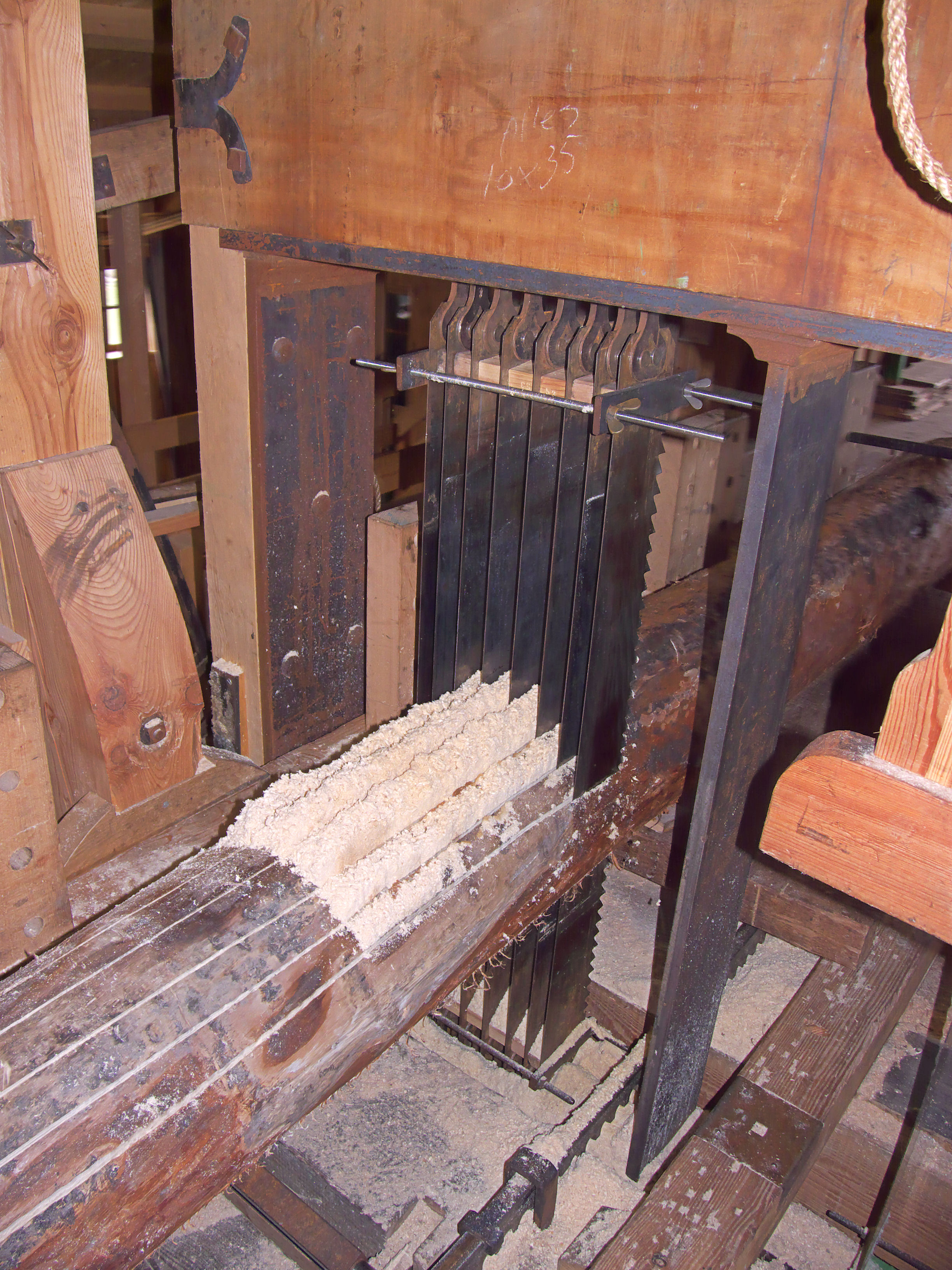
Arrière du châssis à scies, de Het Jonge Schaap
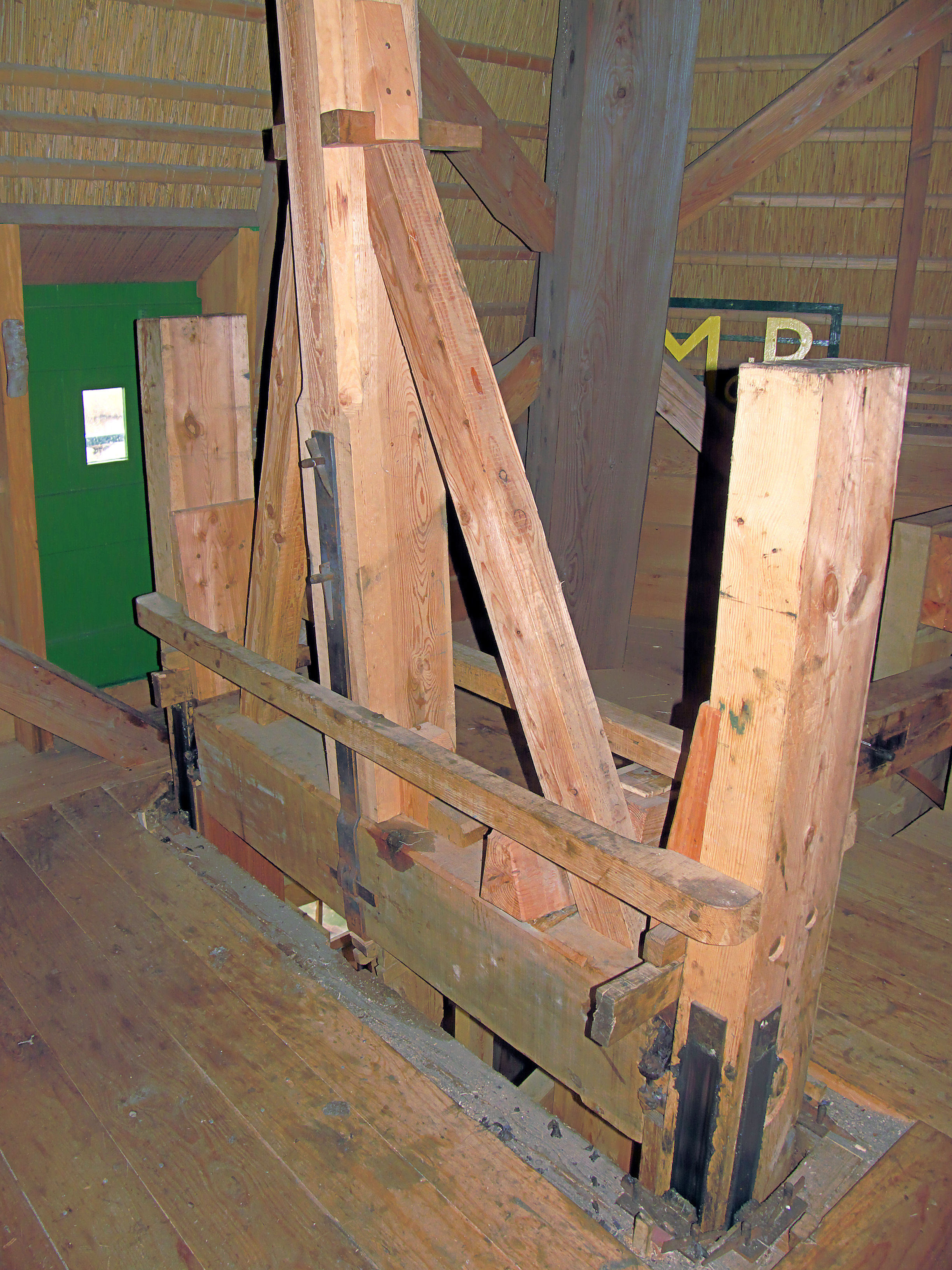
Châssis à scies (détail)
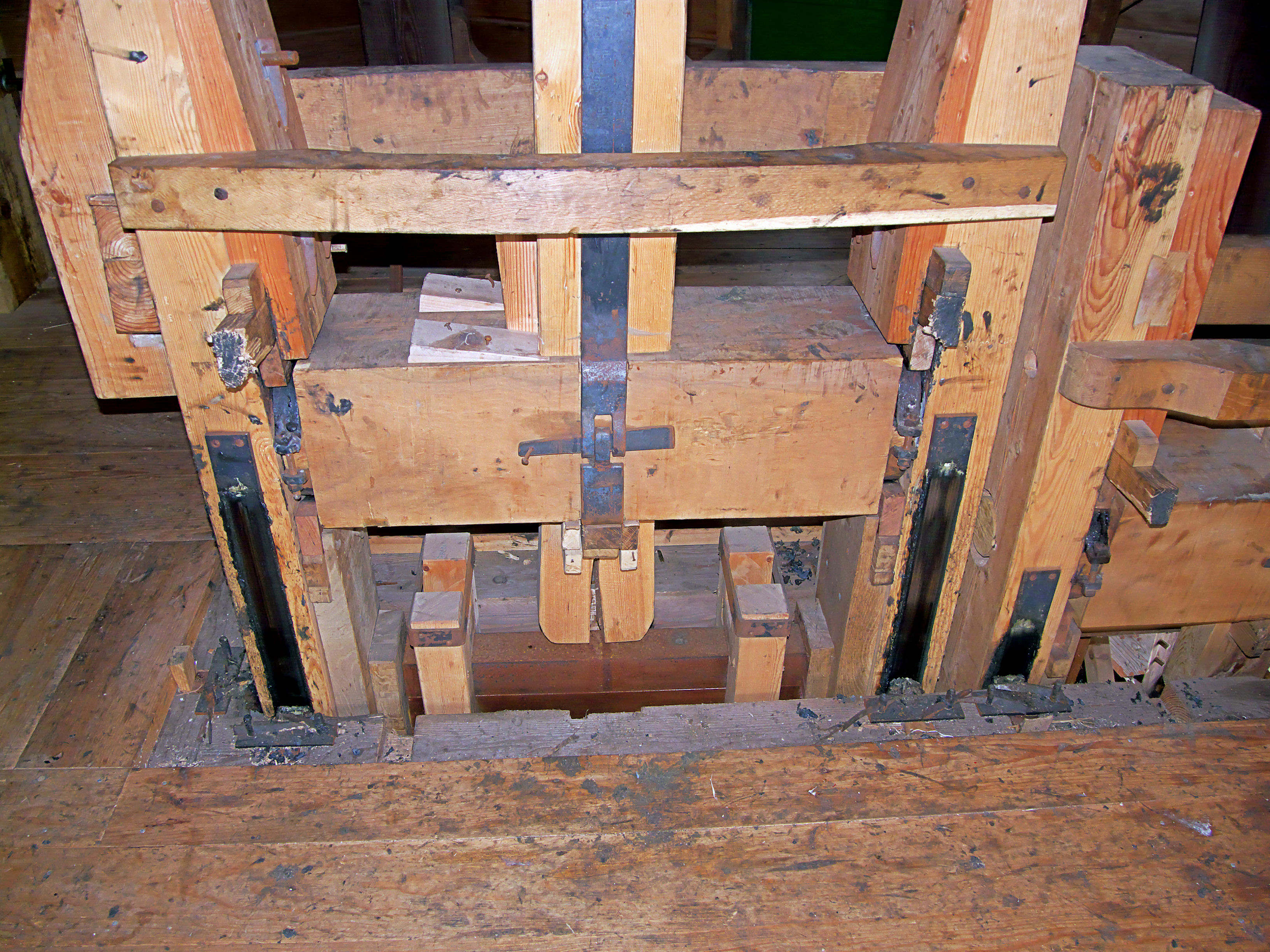
Châssis à scies (détail)
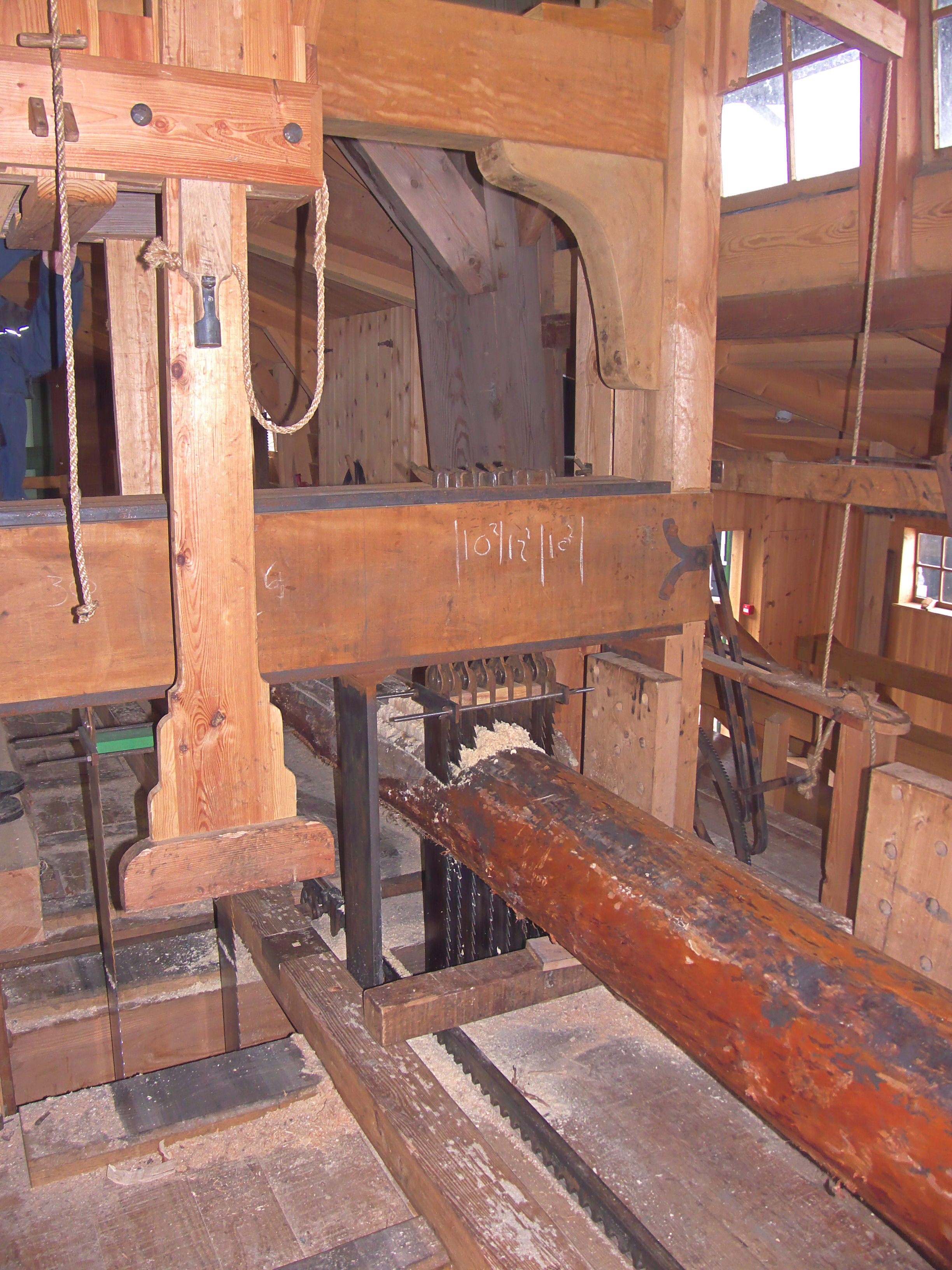
Châssis à scies (détail)
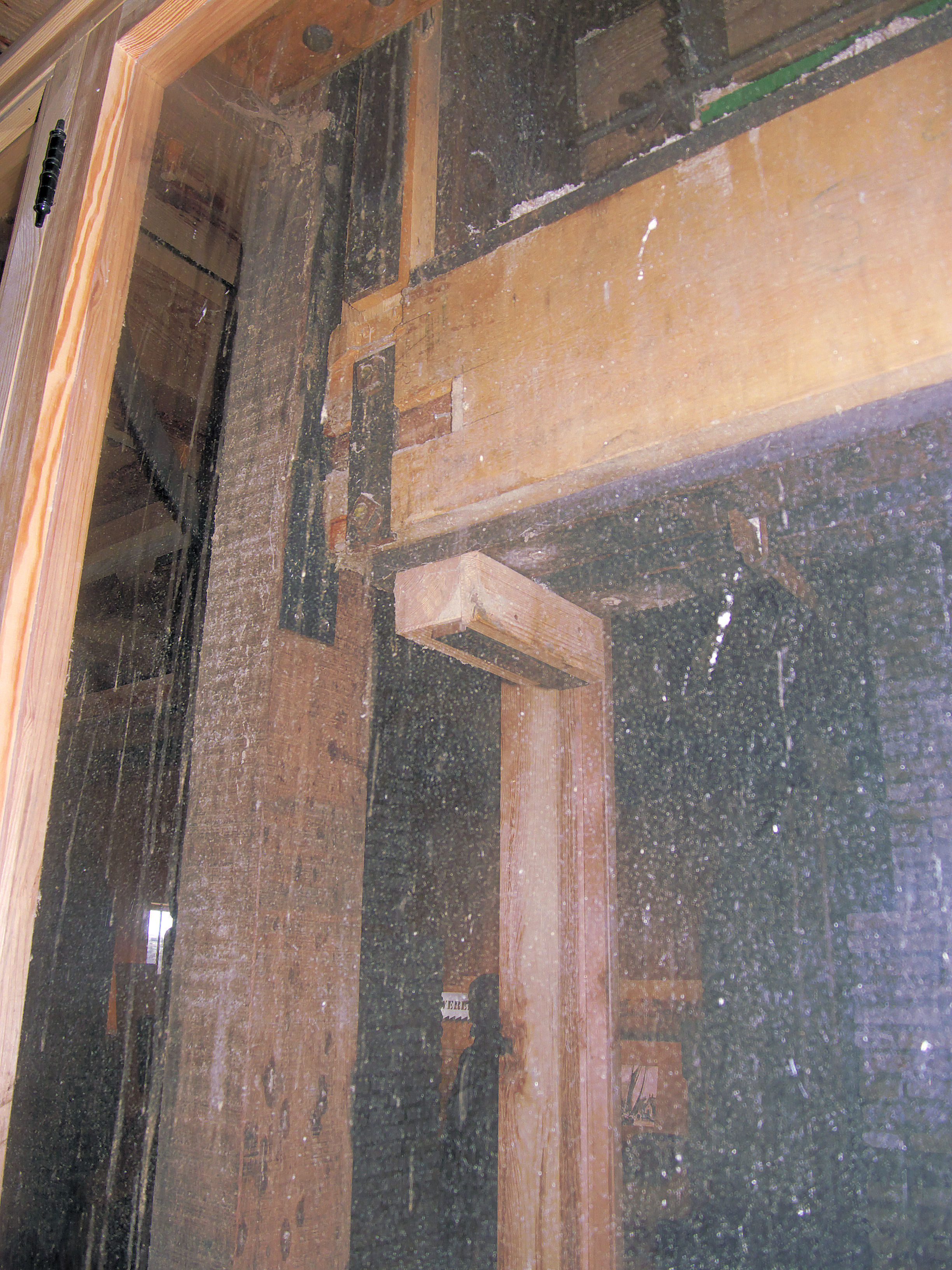
Châssis à scies (détail)
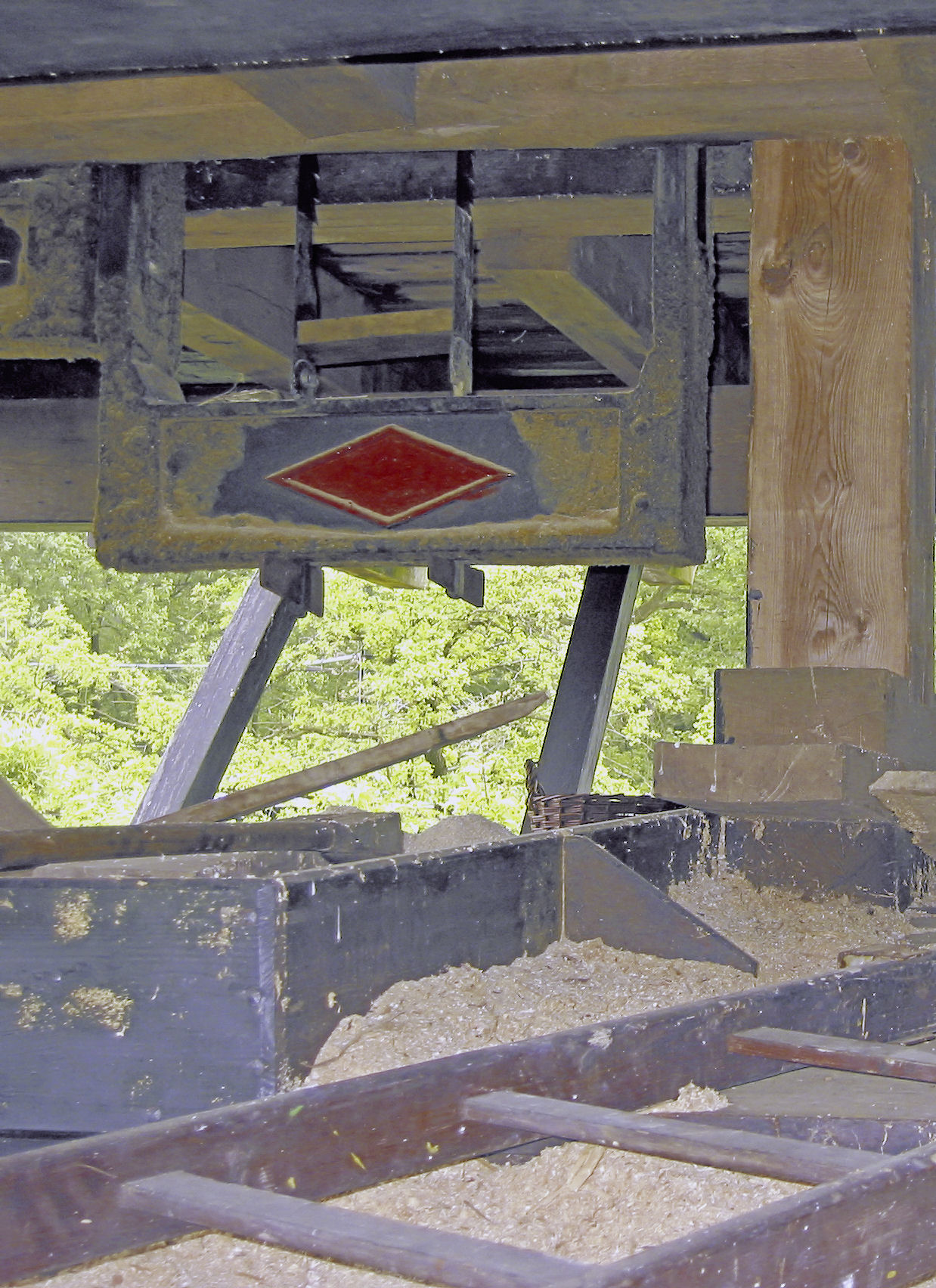
Châssis à scies (détail)
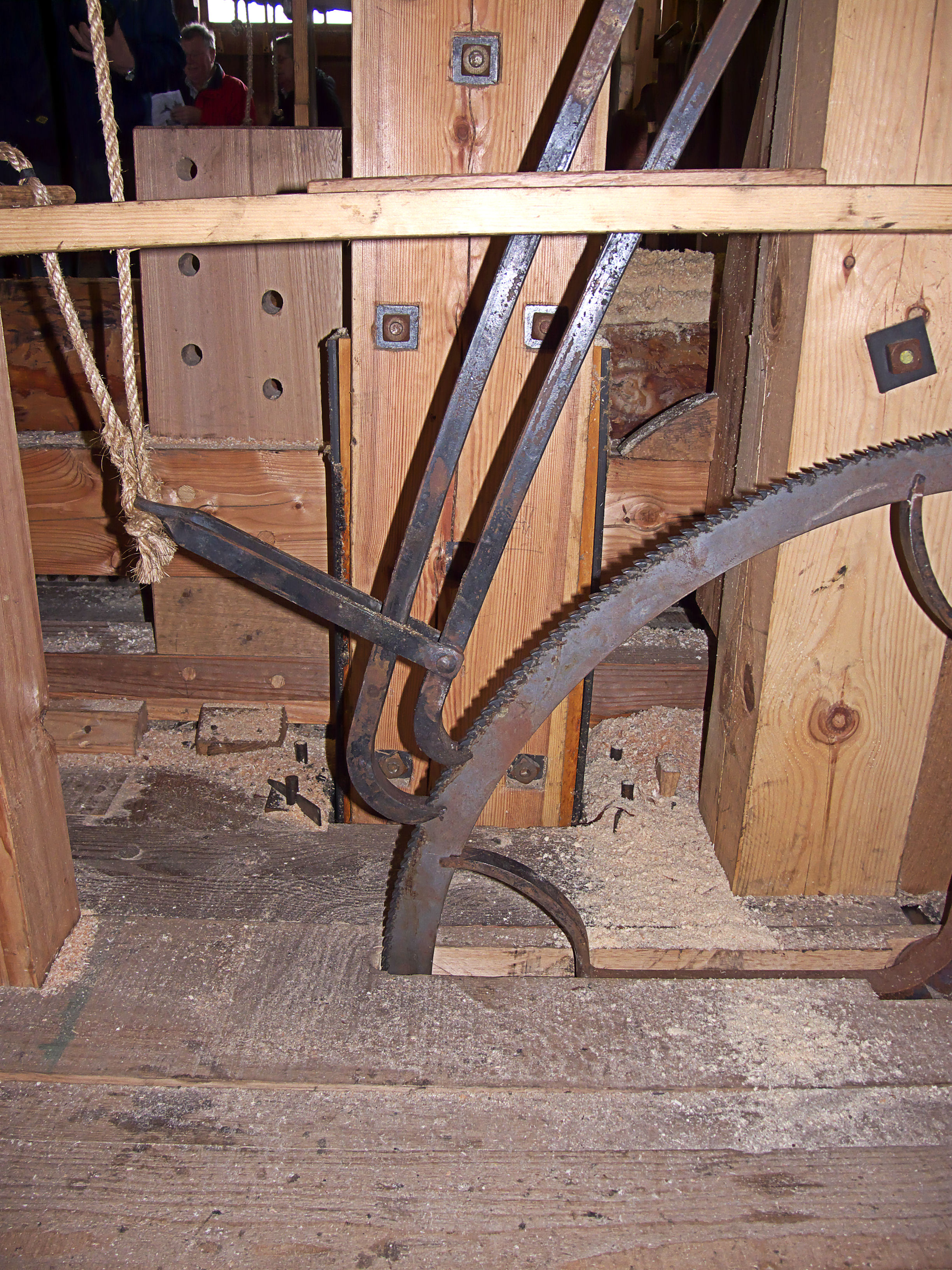
Roue à rochet (détail)
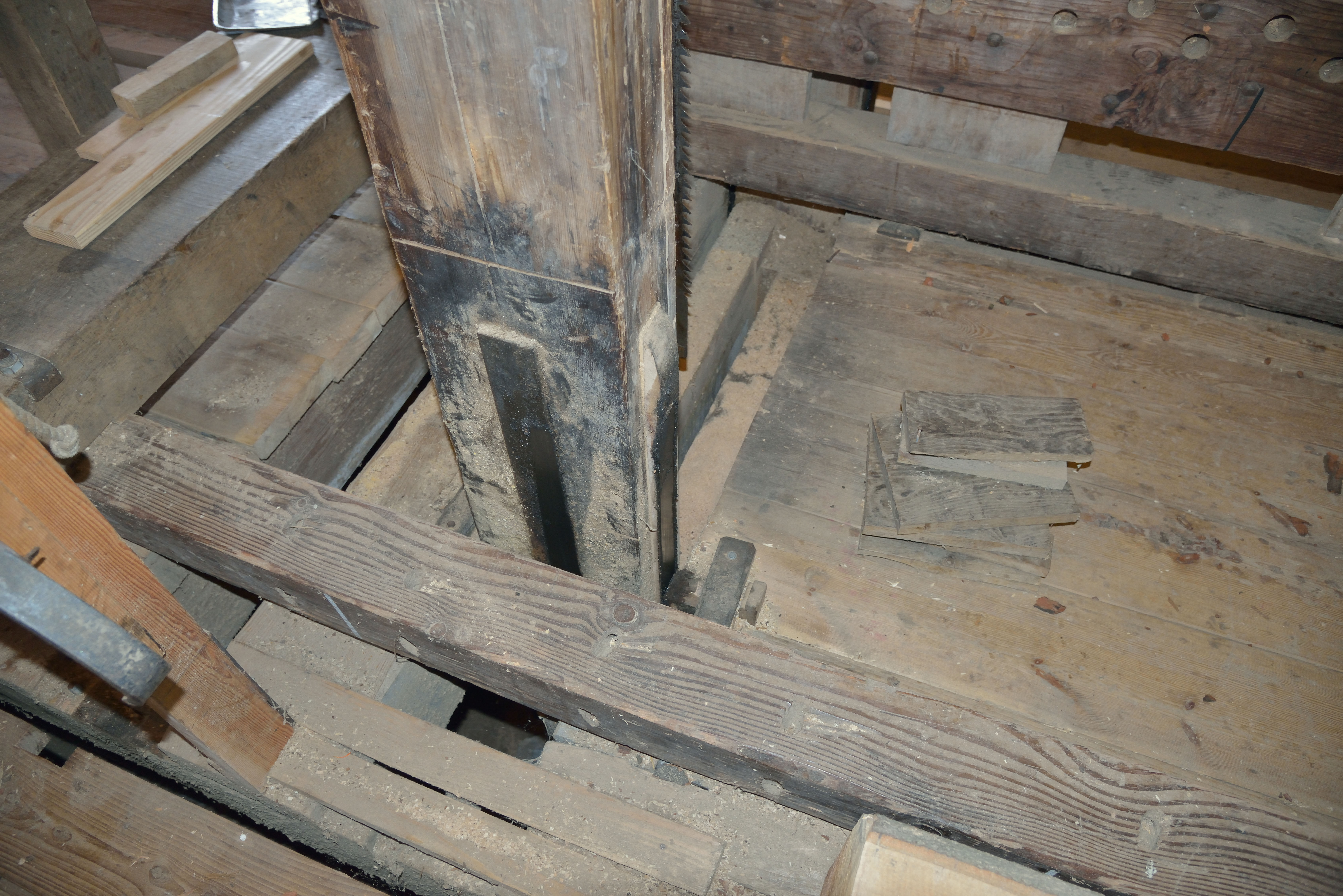
Châssis à scies (détail)
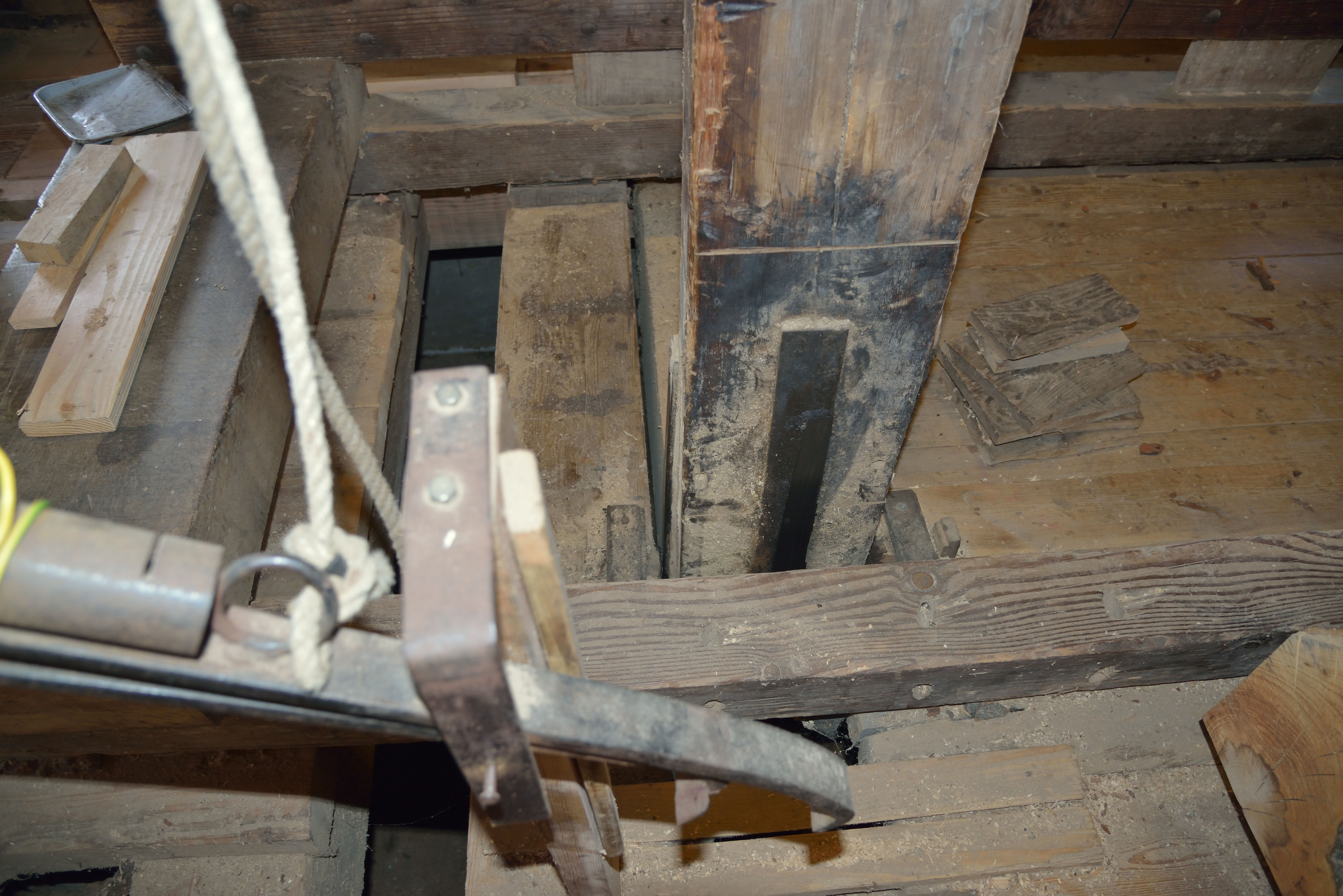
Châssis à scies (détail)
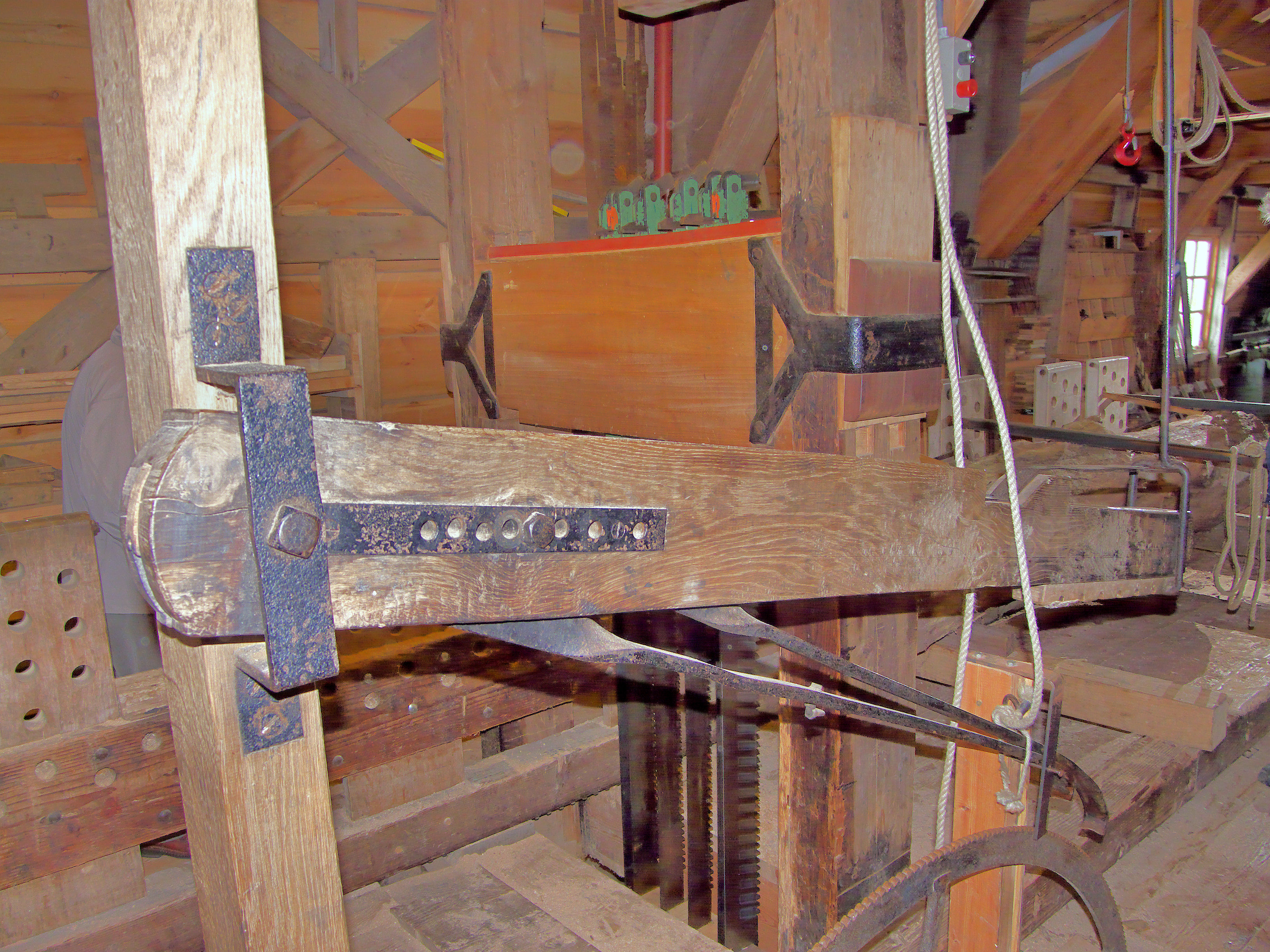
Roue à rochet (détail)
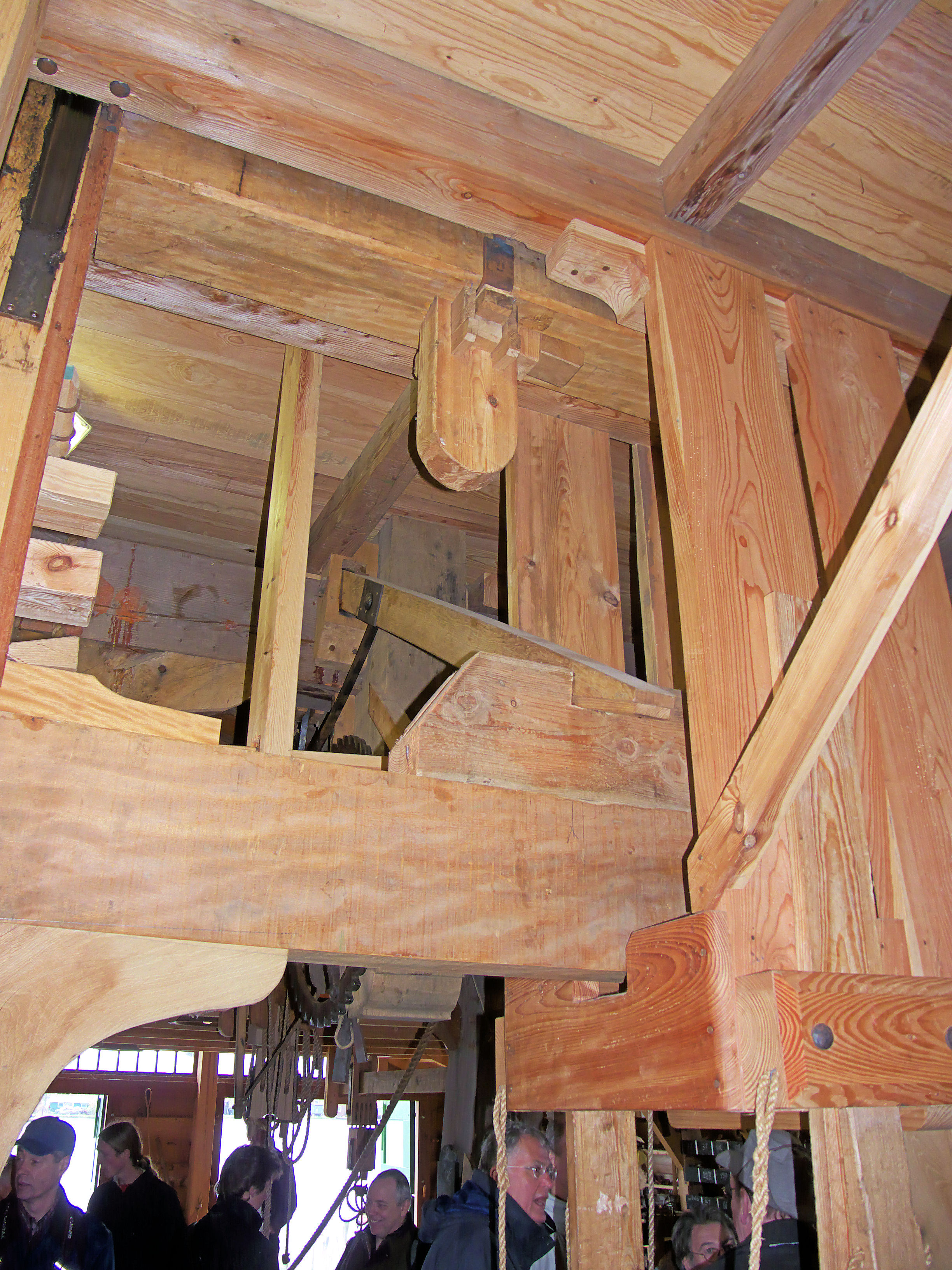
Châssis à scies (détail)